# Пристигнала е натрапница
Пристигнала е натрапница (на испански: Ha llegado una intrusa) е мексиканска теленовела, създадена от Мариса Гаридо, режисирана от Маноло Гарсия и продуцирана от Валентин Пимстейн за Телевиса през 1974/75 г.
В главните роли са Жаклин Андере и Хоакин Кордеро, а в отрицателните роли са Силвия Паскел и Вирхиния Гутиерес.

## Сюжет
Алисия Бернал е честна и добра млада жена, която е прекарала целия си живот в интернат за млади дами в град Мексико. Тя се е образовала благодарение на мистериозен човек, който е плащал за обучението ѝ, но Алисия никога не узнава кой е благодетелят ѝ, тъй като е сираче и единственият човек, който има, е своята приятелка Илда Морено Сайнс. Това приятелство обаче е странно - Илда е капризна, арогантна и много огорчена млада жена, която също живее в интерната от дете, тъй като баща ѝ дон Рафаел я оставя там, знаейки за нечестието на дъщеря си, и Илда манипулира Алисия.
Един ден Илда бяга с приятеля си Тони, принуждавайки Алисия също да избяга с тях. Тримата водят живот, пълен с пороци, докато Илда и Тони загиват при трагична влакова катастрофа. Алисия, която няма никого на света и вижда себе си сама и без къде да отиде, решава да приеме самоличността на своята приятелка и се представя за нея в хасиендата, където живее, „Дъбът“, намираща се в Табаско. Там тя открива, че всички мразят Илда, така че Алисия не е добре приета; особено за мащехата си Вирхиния, много амбициозна жена, която винаги я е мразела, защото я смята за съперница за наследството на Рафаел.
Но малко по малко Алисия ще успее да спечели привързаността на всички и най-вече на инженера Карлос Моран, който в началото не ѝ се доверява благодарение на лошата ѝ репутация, но накрая се влюбва в нея. Когато изглежда, че всичко върви добре и Алисия най-накрая е щастлива от любовта, която никога не е получавала, Илда (оцеляла при инцидента) се появява в хасиендата със самоличността на Вероника, с единствената цел да унищожи Алисия.

## Актьори
- Жаклин Андере - Алисия Бернал
- Хоакин Кордеро - Инженер Карлос Моран
- Силвия Паскел - Илда Морено Сайнс / Вероника
- Рафаел Банкелс - Дон Рафаел Морено
- Вирхиния Гутиерес - Вирхиния Морено
- Рохелио Гера - Габино
- Росарио Гранадос - Даниела
- Ектор Гомес - Куко
- Аугусто Бенедико - Инженер Ернесто Ласкурайн
- Анхелинес Фернандес - Кармелита
- Алма Муриел - Нели Карвахал
- Патрисия Аспияга - Маргарита
- Раул "Чато" Падия - Яндо
- Кармен Салас - Есперанса
- Рикардо Кортес - Луис
- Клаудио Обрегон - Д-р Рубен Карвахал
- Уали Барон - Панчо
- Мигел Суарес - Ерминио
- Ема Грисе - Хуана
- Карлос Ист - Тони
- Росио Банкелс

## Премиера
Премиерата на Пристигнала е натрапница е през 1974 г.

## Версии
- Vida Roubada, бразилска теленовела от 1983 г., продуцирана от Система Бразилейро де Телевисао, адаптирана от Раймундо Лопес, с участието на Сузи Камачо и Фаусто Роча.
- Откраднат живот, мексиканска теленовела от 1991 г., продуцирана от Карлос Сотомайор за Телевиса, с участието на  Ерика Буенфил и Серхио Гойри.
- Моята тайна, мексиканска теленовела от 2022 г., продуцирана от Карлос Морено за ТелевисаУнивисион, с участието на Макарена Гарсия, Исидора Вивес, Диего Клейн и Андрес Байда.